# Исканов, Андрей Геннадьевич
Андрей Геннадьевич Исканов (родился 28 марта 1976 года) — русский писатель, режиссёр, сценарист, фотограф, мастер по специальным визуальным эффектам и эффекта грима и продюсер.
Исканов начал работать в области кинематографа в 1989 году: занимался изучением практической фотографии, изучал основы грима и способы создания визуальных эффектов, так как хотел создать свой собственный фильм. Задолго до этого он начал писать романы, а также хоррор-рассказы. Пять фильмов были сняты Искановым по собственным произведениям.
Фильм «Философия ножа» на фестивале фильмов ужасов в Ситжесе (Испания) был признан одним из наиболее экстремальных фильмов, снятых за последнее время. Фильм посвящён опытам над людьми, проводившимся в 1931—1945 годы японским «отрядом 731», длится около четырёх часов и содержит в том числе документальные кадры. Помимо «Философии ножа», определённую известность автору принесли фильмы «Гвозди» и «Видения ужасов». В 2004 году фильм «Гвозди» вошёл в конкурсную программу короткометражных фильмов на фестивале «Киношок».

## Фильмография
- Гвозди (2003) — автор сценария, продюсер, режиссёр, оператор-постановщик, монтажёр, создатель специальных эффектов грима и визуальных эффектов, дополнительная музыка, актёр (Босс / Голос существа / Голос второго психиатра), фотограф на съёмках, звуковые эффекты
- Создание фильма Гвозди (2006) — продюсер, режиссёр, оператор, монтажёр, композитор
- Видения ужасов (2006) — автор сценария, продюсер, режиссёр, оператор, режиссёр монтажа, специальные эффекты грима и специальные визуальные эффекты, звуковые эффекты, актёр (Священник), фотограф на съёмках, художник-постановщик
- Создание фильма Видения ужасов (2006) — продюсер, режиссёр, оператор интервью, кадры действия
- Крэйг (2008) — песня «The Processing» (слова, исполнитель)
- Философия ножа (2008) — автор сценария, режиссёр, монтажёр, продюсер, создатель специальных эффектов и специальных эффектов грима, звуковые эффекты, дизайнер производства и костюмов, оператор, актёр (Хирург ампутации), фотограф на съёмках, песня «Dead Before Born» (слова), песня «Forgive Me» (слова)
- Создание фильма Философия ножа (2008) — оператор, монтажёр, продюсер, режиссёр, появление
- Проблеск Ада (2008, к/м) — оператор, монтажёр, режиссёр
- Анализируй (к/м, 2009) — благодарность
- Управдом (2010, «Сцена флэшбэка Ольги») — режиссёр, специальные эффекты грима, координатор трюков, оператор, актёр (Отец Ольги)
- Остаться в живых (2014, «Террористическая лаборатория») — оператор, освещение, режиссёр, монтажёр, специальный грим
- Американская морская свинка: Букет из крови и кишок (2014) — особая благодарность
- Греческое посольство в Братиславе (к/м, 2016) — благодарность
- Конформист (2017) — актёр (Жертва на улице)
- Видения ужасов: Финальная режиссёрская версия (2018) — автор сценария, продюсер, монтажёр, режиссёр, дизайнер и создатель специальных эффектов грима, эффектов существ, визуальных эффектов, дизайнер производства, саунд-дизайнер, освещение, оператор, актёр (Брандт), хореограф трюков, дизайнер и создатель основного сегмента названия и логотипа, фотограф на съёмках
- Разрушение Уробороса (TBA)
- Ингрессия (TBA)
- Точка G (TBA)